# Antonio Carestia
Antonio Carestia (Riva Valdobbia, 1825 – Riva Valdobbia, 1908) è stato un abate e botanico italiano.

## Biografia
Nacque, visse gran parte della sua vita e morì in Valsesia, ai piedi del Monte Rosa e qui realizzò la maggior parte delle sue indagini botaniche. Questa passione la ereditò dal padre chirurgo che studiò botanica all'Università di Grenoble.
Antonio Carestia entrò in seminario a Novara, dove seguì gli studi ecclesiastici, prima di ritornare a Riva Valdobbia come cappellano.
Quando scrisse "Monografia del Corno Bianco", nel 1869, venne invitato come membro onorario della Sezione CAI.
Si occupò in particolare di piante crittogame, ma anche in misura minore di fanerogame, studiando e raccogliendo specie sia vecchie sia scoprendone di nuove, arrivando a compilare un erbario composto di circa 25 000 specie; tra le specie scoperte spiccano le 600 specie di licheni.
Il suo erbario venne ereditato, in un primo tempo, dal comune di Riva Valdobbia. In seguito le sue collezioni (ovvero il suo erbario personale e numerose collezioni, probabilmente ricevute dall'abate Carestia in cambio della sua cooperazione) furono acquistate dall'Herbarium Universitatis Taurinensis nel 1910 grazie a un lascito in denaro del Dr. Fedele Bruno assistente presso l’Orto Botanico.  Inoltre, anche il Museo Calderini di Scienze Naturali a Varallo, possiede una collezione di 740 fogli.
Alla sua memoria è stato intitolato rifugio Carestia del CAI di Varallo Sesia, situato in Val Vogna, nonché la Punta Carestia (nota anche come Corno Rosso o Ròthòrn), una montagna di 2979 metri di quota situata tra Valsesia e Valle del Lys.